# Peter Blake (artista)
Sir Peter Thomas Blake CBE RDI (Dartford, 25 giugno 1932) è un artista inglese del movimento della pop art, famoso in particolare per la copertina dell'album Sgt. Pepper's Lonely Hearts Club Band dei Beatles ideata con la moglie Jann Haworth.

## Biografia
Nato il 25 Giugno 1932 a Dartford, nel Kent, ha studiato al Gravesend Technical College School of Art e al Royal College of Art. Vive a Chiswick, nei pressi di Londra, in Gran Bretagna.

### Carriera
Verso la fine degli anni 1950 Blake divenne uno dei più conosciuti artisti pop britannici. I suoi dipinti inclusero per la prima volta immagini tratte dalla pubblicità, dall'intrattenimento, dalle music hall e scene di lottatori, spesso includendo elementi di collage. L'artista venne incluso nelle mostre collettive di vari istituti di arte contemporanea, inaugurando la sua prima mostra personale nel 1960. Nella mostra delle Contemporaneità giovani del 1961, nella quale esibì a fianco di David Hockney e R.B. Kitaj, fu inizialmente identificato con l'emergente movimento della pop art. Blake vinse nel 1961 il John Moores Junior award per il Self Portrait with Badges. Giunse all'attenzione del grande pubblico quando, a fianco di Pauline Boty, Derek Boshier e Peter Philips, si mostrò nei film sulla pop art intitolati Ken Russel's Monitor e Pop goes the Easel, trasmessi nel 1962 sulla BBC. Dal 1963 l'artista fu rappresentato dall'attore Robert Frazer, che lo a portò in contatto con figure di primo piano della cultura popolare.

### Opere
La prima opera importante dell'artista è intitolata Sul balcone, realizzata tra il 1955 ed il 1957 e diventata nel tempo un pezzo iconico della Pop Art britannica. Ispirata da un dipinto di Honore Sharrer intitolato Workers and paintings e raffigurante operai che tengono dipinti famosi, l'opera mostra l'interesse di Blake per il confronto fra cultura pop e belle arti. Benché sembri un collage, l'opera è interamente dipinta e mostra, fra le altre cose, un ragazzo sulla sinistra che tiene il dipinto Il balcone di Édouard Manet, adesivi e riviste.
Blake ha menzionato molte volte il lavoro di altri artisti, come si può osservare nell'opera del 1961 Il primo vero obiettivo?, che rappresenta un ordinario bersaglio di tiro con l'arco con il titolo dell'opera scritto in alto, e rimanda direttamente ad analoghi dipinti con bersagli realizzati da Kenneth Noland e Jasper Johns.
Le opere certamente più celebri di Blake sono le copertine di album musicali. Per i The Beatles ideò e allestì il set fotografico per Sgt. Pepper's Lonely Hearts Club Band in collaborazione con sua moglie Jann Haworth, artista nativo-americana che sposò nel 1963 e dalla quale divorziò nel 1979. La foto risultante, scattata da Michael Cooper, divenne un'opera iconica della pop art, molto imitata, e l'opera meglio conosciuta di Blake. La coppia di artisti realizzò delle sagome con foto tagliate di persone note a grandezza naturale, oltre a numerosi oggetti e fiori, centrati intorno a un tamburo venduto all'asta nel 2008 e con su scritto il titolo dell'album. Blake si è successivamente lamentato del misero compenso di £200  ricevuto per il design, senza poter usufruirne dei diritti successivi.
A metà degli anni 1960 Blake fu anche il mentore di Ian Dury al Royal College of Art. Disegnò inoltre nel 1968 le copertine per il doppio album Sweet Child dei Pentagle, e nel 1981 per l'album Face Dances degli The Who, che mostra diversi ritratti della band eseguiti da un certo numero di artisti. Successivamente Blake realizzò nel 1984 le copertine per i singoli dei Band Aid Do They Know It's Christmas?, nel 1995 per l'album in studio Stanley Road di Paul Weller, e nel 2001 per l'album tributo a Ian Dury Brand New Boots and Panties.
Nel 1969 lasciò Londra per vivere vicino a Bath. Il suo lavoro cambiò direzione per mostrare scene basate sulla tradizione popolare inglese e personaggi shakespeariani. Nei primi anni '70 realizzò una serie di dipinti ad acquerello per illustrare il romanzo di Lewis Carroll Attraverso lo specchio e quel che Alice vi trovò usando come modella di Alice la artista giovane artista Celia Wanless. Nel 1975 fu tra i fondatori della Fratellanza dei ruralisti. Blake tornò a Londra nel 1979 e il suo lavoro tornò ai precedenti riferimenti alla cultura popolare.
Nel 1990 e 1991 Blake dipinse l'opera d'arte per il live album 24 Nights di Eric Clapton. Successivamente, realizzerà un album di ritagli che mostra tutti i disegni di Blake. Nel gennaio 1992 apparve nell'acclamato documentario Arena Masters of the Canvas, trasmesso sul canale BBC2, dove dipinse il ritratto del wrestler Kendo Nagasaki.
Nel giugno 2006, in coincidenza con l'evento degli Who che tornarono a suonare alla Leeds University 36 anni più tardi, in occasione della registrazione del loro album più importante, Live at Leeds del 1970, Blake svelò l'opera d'arte Live at Leeds 2. L'artista e Pete Townshend dei Who firmarono un'edizione che unirà la collezione della galleria. Più recentemente Blake ha contribuito all'apertura della Pallant House Gallery, galleria che ospita collezioni dei suoi dipinti più famosi. Le opere sono omaggi al suo precedente lavoro della copertina dell'album Stanley Road, e le copie di Babe Rainbow. Disegnò anche una serie di sedie colorate.
Nel 2006 Blake disegnò la copertina per uno degli album più importante degli Oasis, Stop the Clocks. In accordo con Blake, scelsero a caso tutti gli oggetti nell'immagine. Sulla copertina si possono osservare diverse icone culturali famigliari, tra le quali Dorothy del Il mago di Oz di Charles Manson e i sette nani di Biancaneve e i sette nani. Blake rivelò che la copertina finale non era l'originale, copertina che in realtà mostrava un'immagine del negozio Granny Takes a Trip situato sulla Kings Road a Chelsea, Londra.
L'artista con il tempo creò anche una versione aggiornata di Sgt. Pepper's Lonely Hearts Club Band al fine di aiutare la città di Liverpool nell'elezione a capitale europea della cultura nel 2008. Nel 2008, nella città di Bath, Blake dipinse un maiale per l'evento pubblico d'arte King Bladud's Pigs in Bath.
Nel 2010, da fan del Chelsea Football club, l'artista disegnò un collage per promuovere il borsone della squadra. Nello stesso anno, per il periodo delle feste, disegnò anche una borsa da shopping per conto della compagnia Lucky Brand Jeans. Nel febbraio 2012, per conto della Dorchester Collection,  Blake disegnò un uovo, e il tappeto che attraversa la Middlesex Guildhall, l'edificio della corte suprema del Regno Unito.
A ridosso del suo 80º compleanno, l'artista intraprese il progetto di ricreare la copertina dell'album Sgt. Pepper's Lonely Hearts Club Band con immagini delle icone culturali britanniche che maggiormente ammirava di più. Blake affermò: «Avevo una lista veramente lunga di persone dalla quali avevo intenzione di andare, ma non riuscivo a trovare posto per nessuno; penso che mostri quanto sia forte la cultura britannica e la sua eredità degli ultimi sei decenni». La nuova versione venne creata per celebrare il suo compleanno al Festival Vintage del fashion designer Wayne Hemingway alla Boughton House, Northamptonshire a luglio 2012.
Per celebrare il suo 80º compleanno, tra il 23 giugno e il 7 ottobre 2012 venne organizzata una mostra a Chichester, presso la galleria Pallant House, una mostra dedicata alle collaborazioni dell'artista con la musica pop intitolata Peter Blake e la Pop Music. Nel 2014 esibì le sue illustrazioni ispirate al film Under Milk Wood  al Museo nazionale di Cardiff. Nel 2016 disegnò l'opera d'arte per lo studio dell'album di Eric Clapton, I still do.

### Onorificenze
Nel 1981 fu conferito a Blake il titolo di Accademico Reale, mentre nel 1983 fu insignito del titolo di Commendatore dell'Ordine dell'Impero Britannico (CBE). Nel 2002 venne nominato cavaliere a Buckingham Palace per i suoi servizi all'arte.
Retrospettive del lavoro di Blake vennero tenute alla Tate Gallery di Londra nel 1983 e alla Tate Gallery di Liverpool nel 2008.
Nel febbraio 2005 venne aperta dall'artista la galleria di arte e musica situata nella scuola di musica dell'Università di Leeds. Una mostra permanente mostra venti copertine di album realizzate da Blake, compresa l'unica copia da lui firmata esposta al mondo di Sgt. Pepper's Lonely Hearts Club Band. Nel Marzo 2011 gli venne conferito dall'Università di Leeds il titolo onorario di Doctor of Music, seguito da una presentazione pubblica della sua opera d'arte per l'album Boogie for Stu. Il 18 luglio 2011 a Blake venne conferito un ulteriore titolo, un grado onorario di Dottore d'arte presso la Nottingham Trent University. Nel 2014 venne insignito a Bristol, dalla Royal West of England Academy, del titolo di Accademico Onorario.